# Trematodon reticulatus
Trematodon reticulatus är en bladmossart som beskrevs av C. Müller in Geheeb 1881. Trematodon reticulatus ingår i släktet tranmossor, och familjen Bruchiaceae. Inga underarter finns listade i Catalogue of Life.